# Tårnby Stadion
Tårnby Stadion er et idrætsanlæg beliggende på Gemmas Allé 41 i Tårnby Kommune på Amager.
Anlægget består af en opvisningsbane til atletik og fodbold (banestørrelse: 105 x 68 meter, lysanlæg: 350 lux) og  træningsbaner til fodbold samt tilstødende lokaler for bl.a. styrketræning. Atletikopvisningsbanen er med kunststof-belægning. Dertil er tre nye kunststofbaner til fodbold på vej. Idrætsanlægget havde indtil 2006 en grusbane i det nordvestlige hjørne, som den nuværende kunstgræsbane med indhegning er bygget oven på.
Fodboldklubben AB Tårnby afvikler alle deres hjemmebanekampe på Tårnby Stadion, som har en tilskuerkapacitet på 10.000, hvoraf 350 er siddepladser. Tilskuerrekorden på stadion er samtidig tilskuerrekord på Amager og ligger tilbage den 19. maj 1976 i en kamp mellem Kastrup Boldklub og Boldklubben Fremad Amager (den første kamp i Slaget om Amager) i den bedste fodboldrække, som overværes af 11.200 tilskuere.
Tårnby Stadion er hjemmebane for Amager Atletik Club som årligt arrangere Tårnby Games.
Ved siden af stadion ligger AB Tårnbys klubhus(øst afdelingen), og 6 min. gang fra stadion ligger Øresundsmotorvejen (E20), Tårnby Station samt Tårnby Torv.

## Ekstern henvisning
- www.taarnby.dk Arkiveret 21. november 2020 hos  Wayback Machine Tårnby Stadions hjemmeside.

55°37′43.30″N 12°36′31.86″Ø / 55.6286944°N 12.6088500°Ø